# Mijaíl Pomórtsev
Mijaíl Mijáilovich Pomórtsev (en ruso: Михаи́л Миха́йлович Помо́рцев) (Vasiliévschina, Rusia,  24 de julio de 1851 - San Petersburgo, 2 de julio de 1916) fue un geógrafo, meteorólogo, climatólogo, inventor, e ingeniero ruso.

## Biografía
Pomórtsev era hijo de Mijaíl Yakóvlevich (-? 1868), oficial de artillería, y de Anna Osipovna Pomortseva. A partir de 1863 estudió en la Escuela de Cadetes de Nizhny Novgorod, ingresando en 1868 en la Escuela de Artillería de San Petersburgo. A partir de 1871 sirvió en una brigada de artillería en el oeste de Ucrania.
Desde 1873 estudió en los cursos anuales de actualización de la Academia de Artillería de San Petersburgo, después de lo que sirvió en una unidad de artillería en Besarabia. En 1875 se graduó en el curso de 6 meses de Geodesia en la Academia Central de San Petersburgo. Desde 1876 perteneció a la cuarta brigada de artillería de reserva.
En 1878 se graduó en el departamento de Topografía de la Academia del Estado Mayor General, y luego fue asignado al Observatorio de Púlkovo. Desde 1880 estuvo a disposición de la Dirección General de Artillería (San Petersburgo), y a partir de 1881 fue profesor de topografía y geodesia en el curso de meteorología de la Academia de Ingenieros.
Entre 1882 y 1899 fue Asistente Jefe y Jefe de Estudios en la Academia Médico Militar S.M. Kirov. Al mismo tiempo, en 1885 fue profesor de meteorología en la Escuela Aeronáutica de San Petersburgo, y de  topografía en la Escuela de Artillería.
En 1903 fue elegido miembro del Consejo de la Escuela Pública del Condado de la región de Nizhny Novgorod.
En abril de 1906 fue ascendido a mayor general de artillería. En febrero de 1907 se retiró con una pensión.
Hacia 1913 su salud se deterioró considerablemente. En el verano de 1916, fue tratado en la clínica de la Academia Médica Militar, falleciendo el 2 de julio de 1916. Está enterrado en el cementerio Bolsheojtinskoie de San Petersburgo.

## Actividad científica
Desde la década de 1870 inició sus trabajos de investigación en el campo de la topografía militar, la geodesia y la meteorología; y desde la década de 1880 también en el campo de la aeronáutica.
Sus primeros trabajos científicos estuvieron dedicados al campo de la electricidad, centrándose en la teoría de la telemetría militar.
A partir de 1885 llevó a cabo vuelos de investigación en el parque aeronáutico educativo, con ascensiones en globo (en San Petersburgo, Varsovia, Modlin, Ossovets e Ivángorod) para el estudio de la atmósfera. Los resultados fueron publicados en los libros:
- "Ensayo sobre la doctrina de la predicción del tiempo (meteorología sinóptica)" (1889). Primer texto ruso sobre meteorología.
- "Los resultados científicos de 40 viajes aéreos realizados en Rusia" (1891), obra en la que definió los gradientes verticales de los principales parámetros meteorológicos (temperatura, humedad, viento), teniendo en cuenta las características de distribución de la presión atmosférica; el libro fue traducido al inglés, al alemán y al francés.

Con el profesor Richard Assmann, presidente de la Sociedad de Aerostática de Berlín, organizó una investigación simultánea sobre los ascensos en globo en 1894.:
- 23 de julio - San Petersburgo, Berlín
- 28 de julio - San Petersburgo, Berlín
- 19 de septiembre - San Petersburgo, Varsovia, Ossovets, Berlín.

Pomórtsev estuvo involucrado personalmente en todos los resultados obtenidos en San Petersburgo.
Entre sus invenciones, figuran:
- Un telémetro con una base vertical.
- El primer equipo de navegación aérea del mundo para las mediciones de a bordo, capaz de:
  - Determinar la dirección y la velocidad del globo.
  - Determinar la distancia a los objetos que están en la superficie de la tierra.
  - Determinar la dirección y la velocidad angular del movimiento de las nubes (sobre la base de un teodolito con una aguja magnética y el reflejo en un reloj de sol) mediante un nefoscopio.

Su conclusión de que para controlar el movimiento de globos y dirigibles siempre se dependería del conocimiento de las corrientes de aire, fue confirmada posteriormente por Dmitri Mendeléyev y por Nikolái Zhukovski.
En 1900 fue miembro del jurado de la Exposición Internacional de París.
En los años 1900 comenzó la investigación para crear una aeronave más pesada que el aire. Con el fin de diseñar un planeador favorable aerodinámicamente,  investigó la forma de las cometas de caja tipo Hargrave y las configuraciones de alas planas ensayadas previamente por Otto Lilienthal. Los resultados preliminares fueron presentados en la Sociedad de Técnicos de Rusia.
Entre 1902 y 1906 experimentó sobre el alcance de los cohetes en San Petersburgo y en Sebastopol, en la fábrica de misiles de Nikolaev. Con el fin de aumentar el alcance y la precisión de la caída del vuelo de los misiles, propuso y ensayó 20 tipos de sistemas estabilizadores. Proyectó un tipo de misiles con un motor accionado por aire comprimido. En 1907 investigó la relación de la presión de los gases en la cámara de combustión y en el conducto de escape. Con el estabilizador que había propuesto consiguió aumentar el vuelo de misiles con un peso de entre 10 y 12 kg hasta distancias de 8 o 9 km.
En 1912, trabajó en el laboratorio de aerodinámica en Kutchino (posteriormente denominado TsAGI), desarrollando la idea y el diseño de una aeronave original con el ángulo de las alas variable para mantener automáticamente la estabilidad en vuelo. Patentó su avión, y en 1914 informó del diseño de la aeronave al Departamento de Aeronáutica de la Sociedad de Técnicos de Rusia, recibiendo una evaluación positiva del experto N. E. Zhukovskogo. Sin embargo, el ministro de Guerra se negó a proporcionar los fondos necesarios para construir un prototipo.
También trabajó en los campos siguientes:
- Colaboración con Gleb Kotélnikov en el desarrollo del paracaídas.
- Investigación conjunta con Vladímir Ipátiev y con Nikolái Kurnakov para crear caucho sintético.
- Analizó varios tipos de telas de impregnación, con el fin de lograr permeabilidad a los gases y resistencia al agua; uno de los resultados fue la creación de la «kirza», un cuero artificial sustituto de la piel natural para las botas, impermeable al agua pero permeable al aire. Muestras de este material fueron exhibidas por el Ministerio Ruso de Industria en las Exposiciones Internacionales de 1905 en Lieja y de 1911 en San Petersburgo.

Fue miembro de la Sociedad Rusa Físico-química (1884); de la Sociedad Geográfica Rusa (desde 1888); de la Sociedad de Técnicos de Rusia (1892); del Consejo de la Empresa desde 1894 hasta 1897 (desde 1895 fue presidente del Departamento de Aeronáutica); y miembro fundador de la Sociedad Astronómica de Rusia (1891).

## Honores
- El gobierno francés le otorgó la Legión de Honor

## Eponimia
- El cráter lunar Pomortsev lleva este nombre en su memoria.[2]